# Porsche Cayenne
Porsche Cayenne er en SUV bilmodel fra den tyske bilproducent Porsche, som har været i produktion siden 2002. Modellen er den første med V8-motor fra Porsche siden 1995, da Porsche 928 udgik af produktion. Cayenne fik et facelift i 2007. Den vejer to ton.

## Design
Cayenne blev udviklet i samarbejde med Porsches moderselskab Volkswagen, som også ønskede at udvikle en SUV-model til deres eget program. Forventningen var, at et sådant samarbejde ville medføre en reduktion af projektomkostningerne. Et af resultaterne ved dette samarbejde var, at chassiset genbruges både i Volkswagens SUV, Touareg og i Audis Q7. Bortset fra chassiset er de fleste dele dog unikke for de respektive modeller, og selv om den V6-motor, der i visse udgaver bruges i Cayenne, er baseret på Volkswagens version, er den blevet kraftigt modificeret.
Cayenne er tilgængelig med fire forskellige motorer:
- 3,2 liter V6 (250 hk) *tilføjelse til den originale artikel*
- 3,6 liter V6 fra Volkswagen på 290 hestekræfter (Baseret på en motoren fra VW Touareg)
- 4,8 liter V8 på 385 hestekræfter (Cayenne S)
- 4,8 liter V8 på 405 hestekræfter (Cayenne GTS)
- 4,8 liter V8 med dobbelt turboladere på 500 hestekræfter (Cayenne Turbo). 1. generation havde en maksimal effekt på 450 HK.

## Ydelse
Den turboladede udgave har en høj ydelse i forhold til de fleste andre biler af SUV-typen. Modellen er omtrent lige så hurtig fra 0-100 km/t som fx Porsches Boxster S. Producenten opgiver selv en accelerationstid på 5,6 sekunder.